# تايبانا
 تايبانا  (بالإنجليزية: Taipana)‏ هي بلدية في مقاطعة أوديني التابعه إداريا لمنطقة فريولي فينيسيا جوليا الايطالية، وتقع على بعد حوالي 80 كيلومترا (50 ميل) شمال غرب تريست وحوالي 20 كيلومترا (12 ميل) شمال شرق أوديني، على الحدود مع سلوفينيا.

## نبذة
وصل عدد سكانها إلى 737 نسمة في 31 كانون الأول/ديسمبر 2004، وتبلغ مساحتها 65.6 كيلومتراً مربعاً (25.3 ميل مربع). تمثل نسبة السكان السلوفاك فيها 74.4% وذلك وفقا لتعداد عام 1971.

## الحدود
تايبانا لها حدود مع البلديات التالية: أتيميس، كوباريد (الواقعة في جمهورية سلوفينيا)، فايدس، لوسيفيرا، نيمي.